# Thomas B. Hess
Thomas Baer Hess (* 1920 in Rye; † 1978 in New York City) war ein amerikanischer Kunsthistoriker und Chefredakteur der Kunstzeitschrift Artnews.

## Leben
Hess wurde 1920 als Sohn des Anwalts Gabriel Lorie Hess und seiner Frau Helen Baer geboren. Hess besuchte ein Internat in der Schweiz und studierte anschließend bis 1942 an der Yale University Französische Kunst und Literatur. Nach dem Studienabschluss arbeitete Hess kurz am New Yorker Museum of Modern Art, bevor er sich freiwillig bei der U.S. Air Force meldete und im Zweiten Weltkrieg als Kampfpilot diente. Hess kam 1944 nach New York zurück und wurde im folgenden Jahr Redaktionsassistent bei der Artnews. Deren Chefredakteur Alfred Frankfurter erkannte bald das Talent von Hess und beförderte ihn 1949 zum leitenden Redakteur. In der Folge wurde er zu einem wichtigen Förderer der Abstrakten Expressionisten. Nach dem Tod Frankfurters wurde Hess auch Herausgeber der Artnews. In den 1970er Jahren begann Hess auch für das Magazin New York zu schreiben. In dieser Zeit organisierte er auch Ausstellungen zum Abstrakten Expressionismus. So wurde er zum Vorsitzenden des wissenschaftlichen Beirats der Abteilung für die Kunst des 20. Jahrhunderts im Metropolitan Museum of Art. Nur wenige Monate später starb Hess an einem Herzinfarkt.

## Werke
- Abstract Painting: Background and American Phase. Viking Press, New York 1951
- Willem de Kooning. G. Braziller, New York, 1959
- The Academy: Five Centuries of Grandeur and Misery, from the Carracci to Mao Tse-Tung. Macmillan, New York, 1967
- Barnett Newman. Museum of Modern Art/New York Graphic Society, New York, 1971

## Filme
- Painters Painting: The New York Art Scene, 1940–1970. 1973